# Spinifex
Spinifex là một chi thực vật có hoa trong họ Hòa thảo (Poaceae).

## Loài
Chi Spinifex gồm các loài: